# John Bedyngham
Jean Bedyngham (ou Bedingham, Bodigham, Bellingun, Benigun, Boddenham, selon les manuscrits) est un compositeur anglais de la Renaissance, actif au milieu des années 1400, mort vers 1460. 
Bedyngham travaille en tant que sacristain en 1457 à la Collégiale de la Chapelle de Saint-Étienne de Westminster. Sa production comprend, entre autres des chansons dans le style bourguignon. Il a également composé, une messe intitulée Deuil angoisseus, sur une chanson de Gilles Binchois. 
La populaire ballata O Rosa Bella, attribuée longtemps à John Dunstable, est une composition de Bedyngham.

## Sources
1. ↑  (en) « John [Johannes] Bedyngham [Bedingham, Bodigham] », sur hoasm.org, Here Of A Sunday Morning, Chris Whent.
2. ↑  (en) Todd M. McComb, « John Dunstaple (c.1390-1453) - A discography », sur medieval.org, Early Music.